# Ichthyodes biplagiata
Ichthyodes biplagiata là một loài bọ cánh cứng trong họ Cerambycidae.